# Liste der Gemeinden im Komitat Szabolcs-Szatmár-Bereg
Diese Liste umfasst die Städte und Gemeinden des Komitats Szabolcs-Szatmár-Bereg in Ungarn.
Alle Angaben beruhen auf der Volkszählung vom 1. Januar 2011.

## Städte

### Städte mit Komitatsrecht
Eine Stadt mit Komitatsrecht (ungarisch megyei jogú város) erfüllt im Bereich der Komitatsverwaltung zusätzliche Aufgaben gegenüber den anderen Städten und Gemeinden des Komitats.
- Nyíregyháza (118.125 Einwohner) ist Sitz der Komitatsverwaltung

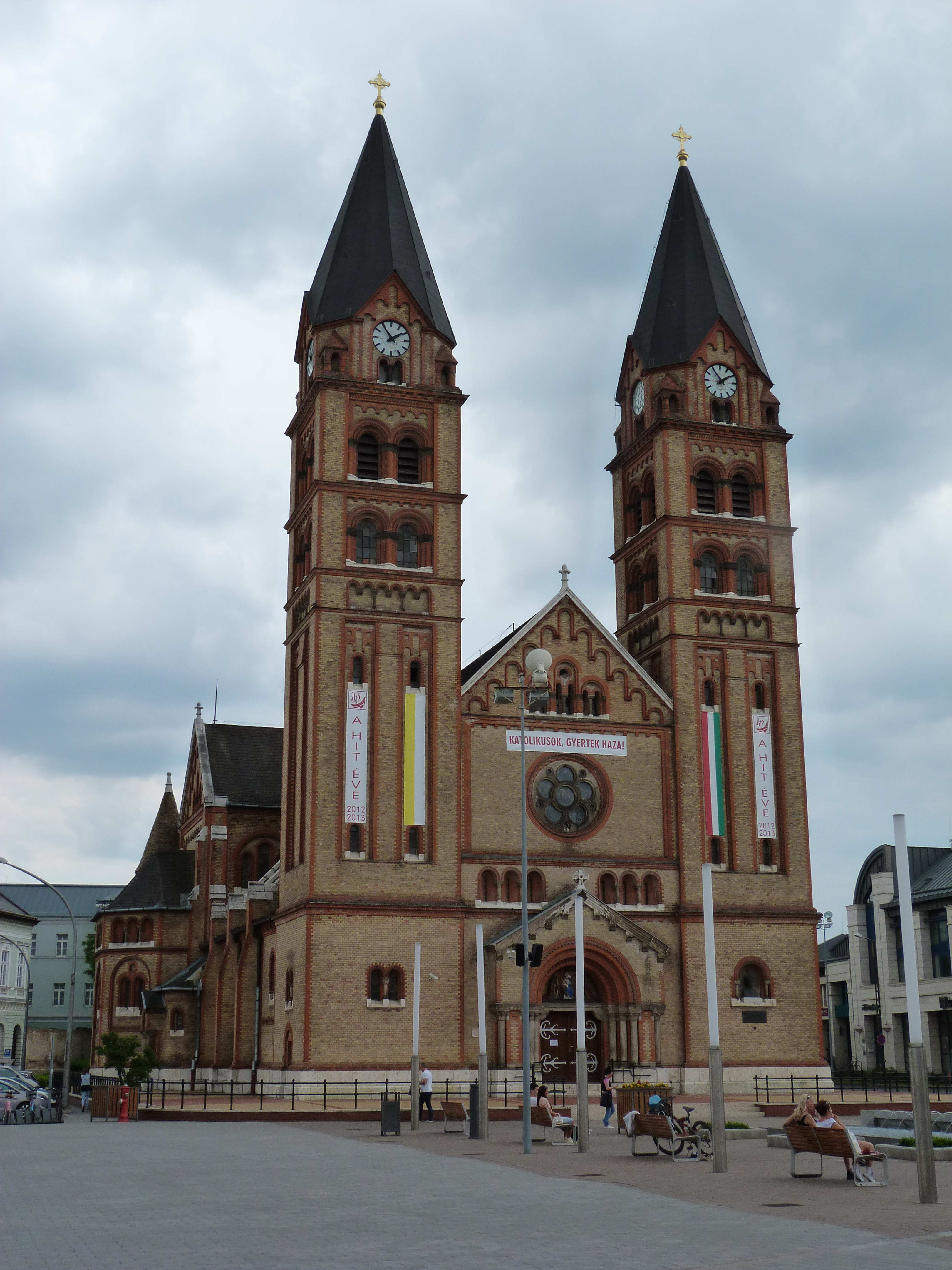
Nyíregyháza

### Städte ohne Komitatsrecht
| - Mátészalka (17.195) - Kisvárda (16.986) - Újfehértó (12.931) - Tiszavasvári (12.848) - Nyírbátor (12.719) - Nagykálló (9.702) - Vásárosnamény (8.471) - Fehérgyarmat (7.893) | - Ibrány (6.801) - Nyírtelek (6.654) - Balkány (6.387) - Nagyecsed (6.374) - Tiszalök (6.157) - Nagyhalász (5.632) - Csenger (4.853) - Kemecse (4.755) - Nyírmada (4.713) | - Rakamaz (4.555) - Demecser (4.246) - Mándok (4.191) - Záhony (4.062) - Dombrád (3.954) - Baktalórántháza (3.916) - Ajak (3.625) - Vaja (3.608) - Nyírlugos (2.789) |

## Gemeinden
| - Anarcs - Apagy - Aranyosapáti - Balsa - Barabás - Bátorliget - Benk - Beregdaróc - Beregsurány - Berkesz - Besenyőd - Beszterec - Biri - Botpalád - Bököny - Buj - Cégénydányád - Csaholc - Csaroda - Császló - Csegöld - Csengersima - Csengerújfalu - Darnó - Döge - Encsencs - Eperjeske - Érpatak - Fábiánháza - Fényeslitke - Fülesd - Fülpösdaróc - Gacsály - Garbolc - Gávavencsellő - Gelénes - Gemzse - Geszteréd - Géberjén - Gégény - Győröcske | - Győrtelek - Gyulaháza - Gulács - Gyügye - Gyüre - Hermánszeg - Hetefejércse - Hodász - Ilk - Jánd - Jánkmajtis - Jármi - Jéke - Kállósemjén - Kálmánháza - Kántorjánosi - Kék - Kékcse - Kérsemjén - Kisar - Kishódos - Kisléta - Kisnamény - Kispalád - Kisszekeres - Kisvarsány - Kocsord - Komlódtótfalu - Komoró - Kótaj - Kölcse - Kömörő - Laskod - Levelek - Lónya - Lövőpetri - Magosliget - Magy - Mánd - Márokpapi | - Mátyus - Mezőladány - Méhtelek - Mérk - Milota - Nagyar - Nagycserkesz - Nagydobos - Nagyhódos - Nagyszekeres - Nagyvarsány - Napkor - Nábrád - Nemesborzova - Nyírbéltek - Nyírbogát - Nyírbogdány - Nyírcsaholy - Nyírcsászári - Nyírderzs - Nyírgelse - Nyírgyulaj - Nyíribrony - Nyírjákó - Nyírkarász - Nyírkáta - Nyírkércs - Nyírlövő - Nyírmeggyes - Nyírmihálydi - Nyírparasznya - Nyírpazony - Nyírpilis - Nyírtass - Nyírtét - Nyírtura - Nyírvasvári - Olcsva - Olcsvaapáti - Ófehértó | - Ópályi - Ököritófülpös - Ömböly - Őr - Panyola - Pap - Papos - Paszab - Pátroha - Pátyod - Penészlek - Penyige - Petneháza - Piricse - Porcsalma - Pócspetri - Pusztadobos - Ramocsaháza - Rápolt - Rétközberencs - Rohod - Rozsály - Sényő - Sonkád - Szabolcs - Szabolcsbáka - Szabolcsveresmart - Szakoly - Szamosangyalos - Szamosbecs - Szamoskér - Szamossályi - Szamosszeg - Szamostatárfalva - Szamosújlak - Szatmárcseke - Székely - Szorgalmatos - Tarpa - Tákos | - Terem - Tiborszállás - Timár - Tiszaadony - Tiszabecs - Tiszabercel - Tiszabezdéd - Tiszacsécse - Tiszadada - Tiszadob - Tiszaeszlár - Tiszakanyár - Tiszakerecseny - Tiszakóród - Tiszamogyorós - Tiszanagyfalu - Tiszarád - Tiszaszalka - Tiszaszentmárton - Tiszatelek - Tiszavid - Tisztaberek - Tivadar - Tornyospálca - Tunyogmatolcs - Túristvándi - Túrricse - Tuzsér - Tyukod - Ura - Uszka - Újdombrád - Újkenéz - Vasmegyer - Vállaj - Vámosatya - Vámosoroszi - Zajta - Zsarolyán - Zsurk |

 Großgemeinde